# 小行星65685
小行星65685（65685 Behring）是一颗绕太阳运转的小行星，为主小行星带小行星。该小行星于1990年10月10日发现。
該小行星以德國醫學家、1901年諾貝爾生理學或醫學獎得主埃米爾·馮·貝林命名。

## 轨道参数
小行星65685的轨道半长轴为2.7241013 UA，离心率为0.107。